# Privilege Style
Privilege Style ist eine spanische Charterfluggesellschaft mit Sitz in Palma und Basis auf dem Flughafen Madrid-Barajas.
Im Jahr 2017 übernahm sie Flüge im Wet-Lease von Air Berlin, insbesondere nach Abu Dhabi und in die Karibik.

## Flugziele
Privilege Style führt internationale Charterflüge durch und verleast ihre Flugzeuge an andere Fluggesellschaften.

## Flotte

### Aktuelle Flotte
Mit Stand April 2025 besteht die Flotte der Privilege Style aus vier Flugzeugen mit einem Durchschnittsalter von 15,1 Jahren.
| Flugzeugtyp      | Anzahl | bestellt | Anmerkungen | Sitzplätze (Business/Eco+/Eco) | Durchschnittsalter |
| ---------------- | ------ | -------- | ----------- | ------------------------------ | ------------------ |
| Airbus A321-200  | 2      |          |             | 230 (-/-/230) 214 (-/-/214)    | 14,6 Jahre         |
| Airbus A330-200  | 1      |          |             | 275 (20/-/255)                 | 12,1 Jahre         |
| Boeing 777-200ER | 1      |          |             | 312 (26/40/246)                | 19,3 Jahre         |
| Gesamt           | 4      | -        |             |                                | 15,1 Jahre         |

### Aktuelle Sonderbemalungen
| Flugzeugtyp     | Luftfahrzeugkennzeichen | Bemalung   | Zeitraum       | Bild |
| --------------- | ----------------------- | ---------- | -------------- | --- |
| Airbus A330-200 | EC-NZJ                  | „20 years“ | seit Juni 2023 | Bild gesucht Die Wikipedia wünscht sich an dieser Stelle ein Bild. Weitere Infos zum Motiv findest du vielleicht auf der Diskussionsseite . Falls du dabei helfen möchtest, erklärt die Anleitung , wie das geht. |

### Ehemalige Flugzeugtypen
- Boeing 757-200
- Boeing 767-300ER
- Embraer ERJ-145